# Мопра (фильм, 1926)
«Мопра́» (фр. Mauprat) — французский художественный фильм режиссёра Жана Эпштейна, поставленный в 1926 году. Экранизация одноимённого романа Жорж Санд.

## Сюжет
Франция, последние десятилетия XVIII века. В провинции Берри бесчинствуют разбойники — представители старинного феодального рода Тристан де Мопра́ со своими сыновьями Жаном и Антуаном, разоряя всю округу и наводя ужас на её жителей. Они воспитали своего родственника Бернара де Мопра́, оставшегося сиротой в семилетнем возрасте, дикарём и разбойником, не признающим других законов, кроме права сильного. По роковой случайности к ним в плен однажды чуть было не попала кузина Бернара — Эдме де Мопра́. Бернар помогает девушке бежать из замка Рош-Мопра́ и попадает в замок своего дяди Юбера де Мопра́ (отца Эдме) — Сен-Севэр, где его характер и жизнь меняются к лучшему, он получает разностороннее образование, влюбляется в Эдме и женится на ней.

## В ролях
- Сандра Милованова — Эдме де Мопра́
- Морис Шуц — Тристан де Мопра́
- Нино Константини — Бернар де Мопра́
- Рене Ферте — мёсье де ла Марш
- Алекс Аллин — Маркас / Нарцисс
- Альма — Жан де Мопра́
- Жильбер Дюлонж
- Лина Дорэ, и др.

## Съёмочная группа
- Режиссёр: Жан Эпштейн
- Помощник режиссёра: Луис Бунюэль
- Оператор: Антуан Дюверже
- Художник: Пьер Кефер
- Сценарий: Жорж Санд (автор одноимённого романа), Жан Эпштейн